# Burdett, New York
Burdett är en ort (village) i Schuyler County i delstaten New York. Vid 2020 års folkräkning hade Burdett 331 invånare.